# レイリー (単位)
レイリー (Rayleigh) とは、単位面積・単位時間・単位ステラジアンあたりに入射する光子の数を表す単位。イギリスの物理学者であるレイリー卿にちなんで名づけられた。
ある観測点において、一定の方向からの光の強さを測定したとき、1秒間に1平方センチメートルの面積に1ステラジアン方向から100万個の光子が入射する状態を1レイリーとする。
天の川が約1キロレイリー、満月は1メガレイリー程度である。